# 垂泉乡
垂泉乡，是中华人民共和国四川省广元市剑阁县曾经下辖的一个乡。2020年5月，撤销垂泉乡，将原垂泉乡所属行政区域划归柳沟镇管辖。

## 行政区划
垂泉乡撤销前下辖以下地区：
清泉村、白杨村、春光村、清水村、寿山村、回龙村和宝珠村。